# Calliste tiqueté
Ixothraupis guttata
Espèce
Répartition géographique
Statut de conservation UICN

 LC  : Préoccupation mineure
Le Calliste tiqueté (Ixothraupis guttata) est une espèce d'oiseaux de la famille des Thraupidae.

## Répartition et sous-espèces
Selon la classification de référence du Congrès ornithologique international (15.1, 2025) il se répartit en six sous-espèces :
- I. g. eustictaa Todd, 1912 — cordillère de Talamanca et serranía del Darién ;
- I. g. tolimae Chapman, 1914 — cordillère Centrale (Colombie) ;
- I. g. bogotensis Hellmayr & Seilern, 1912 — montagnes de l'est de la Colombie et cordillère de Mérida ;
- I. g. chrysophrys (Sclater, 1851) — cordillère de la Costa (Venezuela) et sierra de Curupira (es) ;
- I. g. guttata (Cabanis, 1850) — sud de Bolívar et Roraima ;
- I. g. trinitatis Todd, 1912 — cordillère Septentrionale (Trinité-et-Tobago).